# 圓白鰩
圓白鰩（學名：Leucoraja circularis），為軟骨魚綱鰩目鰩科白鰩屬的一種，被IUCN列為瀕危保育類動物，分布於東大西洋冰島、挪威南部、斯卡格拉克海峽、摩洛哥及地中海海域，深度10至800公尺，本魚吻短，尖端略突出，在頸背或肩部區域形成一個三角形的刺，下側只在吻部、鰓裂之間、沿著腹部、以及圓盤的前緣有刺，尾巴略長於身體，上表面紅褐色至深褐色，每個胸鰭上有4-6個乳白色斑點，下側白色，體長可達66.8公分，棲息在大陸棚及大陸坡上層海域，為底棲性魚類，肉食性，卵生，卵囊呈長方形，且具堅硬的的角質觸角，幼魚可能傾向跟隨大的個體，生活習性不明。